# Timelaea nana
Timelaea nana är en fjärilsart som beskrevs av John Henry Leech 1892. Timelaea nana ingår i släktet Timelaea och familjen praktfjärilar. Inga underarter finns listade i Catalogue of Life.